# Cloud Nothings
Cloud Nothings ist eine US-amerikanische Lo-Fi-Band aus Cleveland, Ohio. Sie wird auch dem Indie-Rock zugerechnet. 

## Geschichte
Der Frontmann der Band, Dylan Baldi, gründete die Band im Jahr 2009, um sich seine Zeit an der Case Western Reserve University zu „versüßen“. Zu ihm stießen bald die übrigen Mitglieder Joe Boyer, TJ „Juck“ Duke und Jayson Gerycz.
Das erste Album von Cloud Nothings wurde am 12. Oktober 2010 unter dem Namen Turning On veröffentlicht und erhielt positive Bewertungen. So bewertete es unter anderem das Musikportal Pitchfork mit einer 7,9.
Die Veröffentlichung des zweiten Albums Cloud Nothings folgte bereits am 25. Januar 2011. Dieses wurde in Baltimore aufgenommen und ebenfalls positiv bewertet.
Fast auf den Tag genau ein Jahr später, am 24. Januar 2012, wurde das dritte Album der Band mit dem Namen Attack On Memory veröffentlicht. Dieses wurde auch in Deutschland wahrgenommen, sodass unter anderem der Bayerische Rundfunk einen Artikel über das Werk schrieb und den Sound der Band darin mit Kurt Cobain verglich. Als Produzent des Albums heuerte die Band den Nirvana-Produzenten Steve Albini an.
Alle drei Alben wurden bei Carpark Records veröffentlicht.

## Diskografie

### Alben
- Turning On (12. Oktober 2010)
- Cloud Nothings (25. Januar 2011)
- Attack on Memory (24. Januar 2012)
- Here and Nowhere Else (1. April 2014)
- Life Without Sound (27. Januar 2017)[4]
- Last Building Burning (19. Oktober 2018)[5]
- The Black Hole Understands (2020)
- The Shadow I Remember (2021)
- Final Summer (2025)

### Singles
- Play Didn't You (2010)
- Leave You Forever (2010)
- No Future/No Past (2012)
- I'm Not Part of Me (2014)

## Trivia
- Ein Großteil der Songs des ersten Albums wurde an Baldis Computer in seinem Haus in Westlake aufgenommen.
- Attack on Memory wurde als erstes Album 2012 in die „Best New Music“-Kategorie bei Pitchfork eingeordnet.
- Der Bandname entspringt einer Liste von Fake-Bands, für die Dylan Baldi während seines Saxophon-Studiums wahllos Myspace-Seiten erstellt hatte.[6]